# Resident Evil 2 (gra komputerowa 2019)
Resident Evil 2 – gra komputerowa z gatunku survival horror wyprodukowana i wydana przez Capcom. Jest to remake gry o tej samej nazwie, która pojawiła się w 1998 roku. Produkcja została wydana 25 stycznia 2019 r. na komputery z systemem Microsoft Windows oraz konsole PlayStation 4 i Xbox One. Gracze kontrolują w niej funkcjonariusza policji Leona S. Kennedy'ego i studentkę Claire Redfield podczas próby ucieczki z Raccoon City podczas apokalipsy zombie.
Capcom po raz pierwszy wyraził chęć stworzenia remake'u Resident Evil 2 po sukcesie odnowionej wersji pierwszej odsłony serii w 2002 roku, ale produkcja nigdy się nie rozpoczęła, ponieważ twórca serii Shinji Mikami był już zajęty tworzeniem Resident Evil 4. W sierpniu 2015 r. Capcom ogłosił, że remake jest w trakcie produkcji, a pierwszy zwiastun z gry został ujawniony podczas targów E3 2018.
Resident Evil 2 zdobył uznanie krytyków, którzy chwalili rozgrywkę i wierność oryginałowi. Gra została także nominowana i zdobyła kilka nagród, w tym za grę roku. Do grudnia 2019 r. produkcja Capcomu sprzedała się w ponad pięciu milionach egzemplarzy, wyprzedzając oryginał.

## Rozgrywka
Resident Evil 2 to remake gry o tej samej nazwie z 1998 roku. W przeciwieństwie do oryginału, w którym sterowanie odbywało się względem pozycji bohatera, a kąt kamery był stały, w nowej wersji zastosowano perspektywę trzeciej osoby, podobnie jak w Resident Evil 4.
Poza tym w standardowym trybie trudności gracze mogą zapisywać stan gry w bezpiecznych pokojach tak często jak chcą. Jeśli gracz zdecyduje się grać na poziomie trudności „Hardcore”, będzie musiał zebrać i użyć skończonej liczby „taśm z tuszem”, aby zapisać postęp gry, podobnie jak w oryginalnej odsłonie.
Podobnie jak w przypadku oryginalnej gry, remake Resident Evil 2 umożliwia przejście głównej kampanii jednym z dwóch bohaterów: początkującym policjantem Leonem S. Kennedym lub studentką Claire Redfield. W zależności od wyboru gracza, główna historia zostanie wzbogacona o różne wątki, dostępne obszary i przedmioty do zdobycia.
W oryginalnej grze gracz miał do wyboru dwa scenariusze, a po zakończeniu jednego z nich mógł rozegrać drugi. Analogicznie w nowej odsłonie, pokonanie głównej kampanii po raz pierwszy odblokowuje możliwość zagrania jako drugi bohater. W drugim podejściu do gry główna kampania zmienia się i otrzymuje dodatkową zawartość, a fabuła dzieje się równolegle z wydarzeniami z pierwszej rozgrywki. Na przykład protagonista w drugim podejściu wejdzie do komisariatu innym wejściem i znajdzie kilka drzwi już odblokowanych przez protagonistę z pierwszego przejścia. Ukończenie gry po raz drugi jest również wymagane, aby poznać prawdziwe zakończenie głównej kampanii.

## Fabuła
Akcja gry toczy się w Raccoon City we wrześniu 1998 roku, dwa miesiące po wydarzeniach z Resident Evil. Większość mieszkańców zamieniła się w bezmyślne stworzenia pod wpływem działania wirusowej broni biologicznej znanej jako T-Virus, wyprodukowanej przez Umbrella Corporation. Gra rozpoczyna się na stacji benzynowej poza miastem, gdzie policjant Leon S. Kennedy poznaje studentkę Claire Redfield, która szuka swojego brata Chrisa.
Po wypadku samochodowym Leon i Claire zostają rozdzieleni i postanawiają spotkać się w komendzie policji. Budynek jest atakowany przez zombie i inne potwory, w tym „Tyranta” (znanego również jako „Pan X”), który został wysłany, aby upolować i zabić ocalałych. Bestie i inne przeszkody uniemożliwiają Leonowi i Claire ponowne spotkanie, co zmusza ich do ucieczki z miasta na własną rękę.

## Tworzenie
Oryginalny Resident Evil 2 został wydany na PlayStation w 1998 roku. Po wydaniu w 2002 roku remake'u pierwszego Resident Evil, Capcom rozważał odnowienie kolejnej części serii, Resident Evil 2, ale twórca serii Shinji Mikami chciał skupić całą uwagę na produkcji Resident Evil 4. W sierpniu 2015 r. producent Yoshiaki Hirabayashi ogłosił, że remake został zatwierdzony i jest w fazie rozwoju. Kolejnych szczegółów nie ujawniono aż do czasu konferencji prasowej Sony na E3 2018, kiedy Capcom opublikował zwiastun gry i nagranie z rozgrywki. Hideki Kamiya, reżyser oryginalnego Resident Evil 2, powiedział, że nakłaniał Capcom do stworzenia remake'u od lat. Hirabayashi powiedział, że zespół starał się uchwycić ducha oryginalnej gry i że uwzględnił opinie graczy na temat Resident Evil 6.
Resident Evil 2 został wydany na PlayStation 4, Xbox One i system Windows 25 stycznia 2019 r. Wersja demonstracyjna gry została opublikowana 11 stycznia 2019 r. Pozwalała na 30 minut rozgrywki i dawała tylko jedno podejście do gry, jednak później wydano ją ponownie jako „Demo RPD”, w którym można było powtarzać rozgrywkę.

## Odbiór gry
Po prezentacji na E3 2018 Resident Evil 2 zdobyło nagrodę za najlepszy pokaz podczas Game Critics Awards 2018. Wersja demonstracyjna gry została pobrana ponad 4,7 miliona razy.
Według agregatora recenzji Metacritic Resident Evil 2 otrzymał „powszechne uznanie” w wersji na PlayStation 4 i Xbox One oraz „ogólnie pozytywne recenzje” na komputerach PC.
Game Informer oświadczył w recenzji, że Resident Evil 2 nie tylko świetnie wygląda, ale również zapewnia dobrą rozrywkę. The Guardian napisał, że gra „przypomina o tym jak wspaniale wyglądały gry survivalowe w czasach swojej świetności”.  Daily Telegraph określiło grę „ekscytującym powrotem do dziedzictwa oryginału z 1998 roku”.
IGN początkowo ocenił Resident Evil 2 na 8,8 punktów, ale podniósł ocenę do 9 punktów, gdy recenzenci odkryli drugą część rozgrywki, która przedstawia historię z innego punktu widzenia. W swojej recenzji stwierdzili, że „Capcom wykonał fantastyczną pracę wskrzeszając wszystkie najlepsze elementy klasycznego Resident Evil 2 i sprawiając, że wygląda, brzmi i działa na poziomie 2019 roku”.
Destructoid określił tę produkcję mianem doskonałej i stwierdził, że „nieliczne niedociągnięcia są mało istotne i nie czynią szkody ogólnemu wrażeniu.” Eurogamer opisał grę jako „mistrzowski remake klasyka”. Polygon napisał, że Resident Evil 2 to „szczytowe osiągnięcie gatunku survival horror” podczas gdy Kotaku również go pochwalił, mówiąc, że „zawiera jedne z najlepszych momentów w serii”.

### Sprzedaż
Gra sprzedała się w trzech milionach egzemplarzy na całym świecie w pierwszym tygodniu od wydania, a w ciągu miesiąca w ponad czterech milionach, z czego milion na komputerach PC. Resident Evil 2 stało się drugim co do liczby sprzedanych kopii dziełem Capcom na Steam po Monster Hunter: World z 2018 roku. Resident Evil 2 zajął drugie miejsce na japońskich listach przebojów, po Kingdom Hearts III, rozchodząc się w 252 848 egzemplarzy. W marcu gra była nadal jedną z 20 najlepiej sprzedających się gier komputerowych w Japonii, z ponad 352 000 sprzedanych egzemplarzy. Resident Evil 2 znalazł się również na szczycie list przebojów w Wielkiej Brytanii, stając się największą premierą Capcom na wyspach od czasu Resident Evil 7: Biohazard (2017) w fizycznej sprzedaży detalicznej. Był także najlepiej sprzedającą się grą w Wielkiej Brytanii w styczniu 2019 r., Mimo że pojawił się w ostatnich dniach miesiąca. Do grudnia 2019 r. gra sprzedała się w ponad pięciu milionach egzemplarzy, przekraczając wynik oryginalnego Resident Evil 2.